# 坂合部氏
坂合部氏（さかいべうじ）は、「坂合部」・「境部」・「堺部」を氏の名とする氏族。

## 概要
坂合部氏については、境界の画定に当たった部と、その伴造とする説が有力である。
『新撰姓氏録』「摂津国皇別」によると、坂合部氏は阿倍朝臣と同じく「大彦命之後也」とあり、「允恭天皇御世。造立国境之標。因賜姓坂合部連」という氏族名の由来があげられている。「大和国皇別」には、「坂合部首氏」についても、「阿倍朝臣同祖、大彦命之後也」とあげられている。
これら阿倍氏の系譜に繋がる皇別の2つの氏のほかに、「左京神別」にある「坂合部宿禰氏」は「火明命八世孫邇倍足尼之後也」とあり、「右京神別」にある「坂合部宿禰氏」は「火闌降命八世孫邇倍足尼之後也」とある。「和泉国神別」にも「火闌降命七世孫夜麻等古命之後也」とある。この「火明命」と「火闌降命」は兄弟神であり、前者は尾張氏などと同根である。
歴史上で活躍した坂合部氏としては、上記の「左京神別」に連なる坂合部宿禰氏（元坂合部連氏）が有名であるが、このほかにも蘇我氏の親族で、蘇我馬子の弟にあたる境部摩理勢や、同族の境部雄摩侶のような蘇我氏系列のものも存在した。こちらの姓は臣である。
これらのほかに、『古事記』によると、綏靖天皇の兄である神八井耳命の後裔で、意富（多）氏・小子部氏の縁戚とする「坂合部連氏」、漢人系とする「坂合部首氏」が存在する。
『日本書紀』・『続日本紀』によると、坂合部氏が活躍したのは7世紀以降の、外交関係・朝鮮半島への軍事関係の記事が目立っている。前述の境部雄摩侶は新羅征討の将軍であり、坂合部宿禰磐積・坂合部連磐鍬・坂合部宿禰大分は遣唐使に任命されている。このほか、坂合部連薬は有間皇子の変に連座し、壬申の乱では近江軍として活躍しており、坂合部宿禰唐は大宝律令の撰定に参加している。
坂合部一族は、畿内と播磨国・美作国・越前国に分布が見られる。